# Sântă Măria
Sântă Măria – wieś w Rumunii, w okręgu Sălaj, w gminie Sânmihaiu Almașului. W 2011 roku liczyła 402 mieszkańców.